# Elisabeta Karabolli
Elisabeta Karabolli, född 1958, är en albansk skytt som vann det europeiska mästerskapet i skytte 1979 i staden Frankfurt am Main i Tyskland.